# جنفياف منيش
جنفياف منيش (بالفرنسية: Geneviève Mnich)‏ هي ممثلة فرنسية، ولدت في 19 فبراير 1942 بسواسون في فرنسا.

## أعمال

### أفلام
- (1973) الأم والعاهرة[1]
- (1986) الصورة الأخيرة
- (2009) الانسة شامبون
- (2014) الورثة[2]

## وصلات خارجية
- جنفياف منيش على موقع IMDb (الإنجليزية)
- جنفياف منيش على موقع ألو سيني (الفرنسية)
- جنفياف منيش على موقع أول موفي (الإنجليزية)
- جنفياف منيش على موقع قاعدة بيانات الأفلام السويدية (السويدية)
- جنفياف منيش على موقع قاعدة بيانات الفيلم (الإنجليزية)
- جنفياف منيش على موقع كينوبويسك (الروسية)